# محوطه ارشت
محوطه ارشت مربوط به دوره ساسانیان است و در شهرستان دره‌شهر، بخش بدره، شهرک ولی عصر واقع شده و این اثر در تاریخ ۱۴ مرداد ۱۳۸۲ با شمارهٔ ثبت ۹۵۲۸ به‌عنوان یکی از آثار ملی ایران به ثبت رسیده است.